# 全日本フィギュアスケートジュニア選手権
全日本フィギュアスケートジュニア選手権大会は、日本スケート連盟が主催するフィギュアスケートのジュニアクラスの日本一を決定する選手権大会である。

## 概要

### 歴史
1942年と1943年はともに第二次世界大戦により開催中止、1947年より再び開催され1949年の暖気による開催中止を挟み現在に至る。第4回から女子シングルを、第21回からペアを、第24回からアイスダンスを実施している。第40回大会よりシニア大会（全日本フィギュアスケート選手権）から分離して3-4月に開催され、第53回大会より11月に開催されるようになった。
第73回よりISUジャッジングシステムが導入された。

### 参加資格
東北・北海道ブロック、関東ブロック、東京ブロック、中部ブロック、近畿ブロック、中四国・九州ブロックの6つの地区で予選が行われ、各ブロックの上位選手と予選免除者はそれぞれ東日本ブロック（東北・北海道、関東、東京）と西日本ブロック（中部、近畿、中四国・九州）へと進む。東日本ブロックと西日本ブロックの上位選手と予選免除者が本戦となる全日本フィギュアスケートジュニア選手権へ出場することができる。なお、前年の同大会で好成績を残した選手とフィギュア委員会にて出場を認められた選手は予選が免除される。
現在の参加資格は、男女シングル、アイスダンス及びペアの女子は13歳から19歳まで、アイスダンス及びペアの男子は13歳から22歳までの年齢制限が設けられており、男女シングルはバッジテスト6級以上、アイスダンスはパートナーのいずれかがプレシルバー以上を保有している必要がある。ペアには制限はない。ただし、13歳未満でもフィギュア委員会にて出場を認められた選手は参加資格を有する。

## 歴代表彰者

### 男子シングル
| 年                  | 開催地                                     | 1位              | 2位              | 3位              |
| 1929/1930（第1回）  | 栃木県：日光精銅所                         | （不明）         | （不明）         | （不明）         |
| 1930/1931（第2回）  | 仙台市：五色沼                             | 片山敏一         | 長谷川次男       | 長谷川章夫       |
| 1931/1932（第3回）  | 下諏訪町：秋宮リンク                       | 長谷川章夫       | 平岡露子         | 徳大寺元麿       |
| 1932/1933（第4回）  | 東京：山王ホテル                           | 黒田長義         | 星野正三         | 東郷駿二         |
| 1933/1934（第5回）  | 大阪市：歌舞伎座                           | 星野正三         | 東郷駿二         | 広瀬謙三         |
| 1934/1935（第6回）  | 東京：芝浦スケート場                       | 星野正三         | 東郷駿二         | 山本嘉成         |
| 1935/1936（第7回）  | 東京：芝浦スケート場                       | 有坂隆祐         | 小豆島藤丸       | 羽田秀男         |
| 1936/1937（第8回）  | 東京：芝浦スケート場                       | 島川浩           | 田中鉄太郎       | 小豆島藤丸       |
| 1937/1938（第9回）  | 東京：芝浦スケート場                       | 小林達雄         | 田中鉄太郎       | 伊賀頼勇         |
| 1938/1939（第10回） | 東京：芝浦スケート場                       | 木村司           | 酒井克己         | 塩田直重         |
| 1939/1940（第11回） | 東京：芝浦スケート場                       | 伊藤八郎         | 近藤玄次         | 塩田直重         |
| 1940/1941（第12回） | 東京：芝浦スケート場                       | 佐藤栄一         | 松岡日出夫       | 安田成夫         |
| 1941/1942（第13回） | 戦時中のため中止                           | 戦時中のため中止 | 戦時中のため中止 | 戦時中のため中止 |
| 1942/1943（第14回） | 戦時中のため中止                           | 戦時中のため中止 | 戦時中のため中止 | 戦時中のため中止 |
| 1946/1947（第15回） | 青森県：八戸                               | （不明）         | （不明）         | （不明）         |
| 1947/1948（第16回） | 盛岡市：高松池                             | 小林正水         | 滝沢甲子彦       | 浅沼孝吉         |
| 1948/1949（第17回） | 諏訪市：蓼の海                             | 暖気のため中止   | 暖気のため中止   | 暖気のため中止   |
| 1949/1950（第18回） | 苫小牧市：王子リンク                       | 川島達二郎       | 沖本定雄         | 徳江洋           |
| 1950/1951（第19回） | 日光町：日光中宮祠                         | 徳江洋           | 重野和哉         | 西倉幸男         |
| 1951/1952（第20回） | 東京：伊勢丹                               | 岡本宏           | 小林正博         | 中村豊           |
| 1952/1953（第21回） | 東京：後楽園                               | 海野雅之         | 徳江洋           | 久永勝一郎       |
| 1953/1954（第22回） | 大阪市：アサヒアリーナ                     | 大橋和夫         | 竹内己喜男       | 小林洋           |
| 1954/1955（第23回） | 東京：後楽園                               | 朽木久           | 村上弘           | 道家豊           |
| 1955/1956（第24回） | 京都市：京都アリーナ                       | 道家豊           | 岩田靖弘         | 伊藤誠           |
| 1956/1957（第25回） | 東京：後楽園                               | 岩田俊彦         | 和田直蔵         | 一井禊弘         |
| 1957/1958（第26回） | 東京：後楽園                               | 前山正           | 和田直蔵         | 伊藤誠           |
| 1958/1959（第27回） | 大阪市：なんばリンク                       | 今野和明         | 垣田一彦         | 都築章一郎       |
| 1959/1960（第28回） | 東京：後楽園                               | 都築章一郎       | 垣田一彦         | 別所敬之         |
| 1960/1961（第29回） | 東京：後楽園                               | 臼井司万二       | 別所敬之         | 高橋彬夫         |
| 1961/1962（第30回） | 大阪市：なんばリンク                       | 松本宣久         | 寺野正邦         | 服部義昭         |
| 1962/1963（第31回） | 東京：後楽園                               | 服部義昭         | 松本宣久         | 高橋保彦         |
| 1963/1964（第32回） | 東京：後楽園                               | 道家敏充         | 永井奏有         | 森山宣夫         |
| 1964/1965（第33回） | 大阪市：なんばリンク                       | 守永勝利         | 村瀬輝夫         | 長久保裕         |
| 1965/1966（第34回） | 苫小牧市：王子リンク                       | 長久保裕         | 井口政康         |                  |
| 1966/1967（第35回） | 東京：後楽園                               | 井口政康         | 竹内修           | 村瀬彰雄         |
| 1967/1968（第36回） | 東京：後楽園                               | 酒井康資         | 丸尾隆司         | 桶川輝樹         |
| 1968/1969（第37回） | 東京：後楽園                               | 桶川輝樹         | 丸尾隆司         | 田中治           |
| 1969/1970（第38回） | 大阪市：なんばリンク                       | 能登康宏         | 長沼和雄         | 横井英雄         |
| 1970/1971（第39回） | 東京：品川スケートセンター                 | 松村充           | 籠本芳輝         | 伊吹武彦         |
| 1971/1972（第40回） | 京都市：高野アリーナ                       | 伊吹武彦         | 五十嵐文男       | 染矢慎二         |
| 1972/1973（第41回） | 水戸市：水戸スケートセンター               | 清川秀峰         | 紀太彦太郎       | 尾崎久郎         |
| 1973/1974（第42回） | 桐生市：桐生スケートセンター               | 尾崎久郎         | 無良隆志         | 関守雄           |
| 1974/1975（第43回） | 東京：品川スケートセンター                 | 関守雄           | 小林永夫         | 石沢洋           |
| 1975/1976（第44回） | 京都市：高野アリーナ                       | 近藤市郎         | 山川敦志         | 松本章           |
| 1976/1977（第45回） | 豊橋市                                     | 潮谷真           | 小川勝           | 小塚猛仁         |
| 1977/1978（第46回） | 東京：品川スケートセンター                 | 大池弘之         | 増田正明         | 柳田貴志         |
| 1978/1979（第47回） | 鋸南町：岩井リンク                         | 田中憲治         | 柳田貴志         | 大島淳           |
| 1979/1980（第48回） | 東京：品川スケートセンター                 | 加納誠           | 藤井辰哉         | 大塚久雄         |
| 1980/1981（第49回） | 長野市                                     | 杉山弘           | 進谷潔是         | 竹内光明         |
| 1981/1982（第50回） | 伊香保町：伊香保スケートリンク             | 手塚敦           | 阿部鉄雄         | 村田光弘         |
| 1982/1983（第51回） | 神戸市：ポートアイランド スポーツセンター  | 村田光弘         | 竹内光明         | 椛田正和         |
| 1983/1984（第52回） | 京都市：高野アリーナ                       | 杉山弘           | 谷内紀友         | 山崎羊一         |
| 1984/1985（第53回） | 神戸市：ポートアイランド スケートセンター  | 杉山弘           | 椛田正和         | 小山朋昭         |
| 1985/1986（第54回） | 京都市：高野アリーナ                       | 小山朋昭         | 村田光弘         | 西川大祐         |
| 1986/1987（第55回） | 東京                                       | 西川大祐         | 小山朋昭         | 竹内義明         |
| 1987/1988（第56回） | 神戸市：ポートアイランド スケートセンター  | 鍵山正和         | 小山朋昭         | 磯堅太           |
| 1988/1989（第57回） | 松戸市：新松戸アイスアリーナ               | 鍵山正和         | 小山朋昭         | 及川史弘         |
| 1989/1990（第58回） | 東京：サンスクエア                         | 小山朋昭         | 及川史弘         | 相吉学           |
| 1990/1991（第59回） | 高石市：臨海スポーツセンター               | 及川史弘         | 相吉学           | 天野真           |
| 1991/1992（第60回） | 名古屋市：名古屋市総合体育館               | 及川史弘         | 天野真           | 相吉学           |
| 1992/1993（第61回） | 前橋市：アイスアリーナ                     | 相吉学           | 鈴木誠一         | 岡崎真           |
| 1993/1994（第62回） | 広島市：広島アリーナ                       | 岡崎真           | 重松直樹         | 鈴木誠一         |
| 1994/1995（第63回） | 神戸市：ポートアイランド                   | 重松直樹         | 鈴木誠一         | 山本高士         |
| 1995/1996（第64回） | 京都市：高野アリーナ                       | 本田武史         | 田村岳斗         | 竹内洋輔         |
| 1996/1997（第65回） | 横浜市：新横浜スケートリンク               | 田村岳斗         | 平池大人         | 竹内洋輔         |
| 1997/1998（第66回） | 名古屋市：名古屋市総合体育館               | 竹内洋輔         | 平池大人         | 田中総司         |
| 1998/1999（第67回） | 苫小牧市：白鳥アイスアリーナ               | 竹内洋輔         | 中庭健介         | 田中総司         |
| 1999/2000（第68回） | 大阪市：大阪アイスアリーナ                 | 岩本英嗣         | 中庭健介         | 髙橋大輔         |
| 2000/2001（第69回） | 名古屋市：名古屋市総合体育館               | 田中総司         | 岸本一美         | 中庭健介         |
| 2001/2002（第70回） | 東京：明治神宮外苑                         | 髙橋大輔         | 佐々木亮輔       | 中田誠人         |
| 2002/2003（第71回） | 名古屋市：名古屋市総合体育館               | 柴田嶺           | 小林宏一         | 織田信成         |
| 2003/2004（第72回） | 京都市：京都アクアリーナ                   | 岸本一美         | 織田信成         | 南里康晴         |
| 2004/2005（第73回） | 大阪市：大阪アイスアリーナ                 | 織田信成         | 岸本一美         | 南里康晴         |
| 2005/2006（第74回） | 長野市：ビッグハット                       | 小塚崇彦         | 無良崇人         | 柴田嶺           |
| 2006/2007（第75回） | 広島市：ビッグウェーブ                     | 町田樹           | 無良崇人         | 鳥居拓史         |
| 2007/2008（第76回） | 仙台市：仙台市体育館                       | 無良崇人         | 佐々木彰生       | 羽生結弦         |
| 2008/2009（第77回） | 名古屋市：日本ガイシアリーナ               | 羽生結弦         | 町田樹           | 村上大介         |
| 2009/2010（第78回） | 横浜市：新横浜スケートセンター             | 羽生結弦         | 中村健人         | 宇野昌磨         |
| 2010/2011（第79回） | ひたちなか市：笠松運動公園                 | 中村健人         | 木原龍一         | 日野龍樹         |
| 2011/2012（第80回） | 八戸市：新井田インドアリンク               | 日野龍樹         | 田中刑事         | 木原龍一         |
| 2012/2013（第81回） | 西東京市：ダイドードリンコアイスアリーナ   | 日野龍樹         | 宇野昌磨         | 田中刑事         |
| 2013/2014（第82回） | 名古屋市：日本ガイシアリーナ               | 田中刑事         | 宇野昌磨         | 日野龍樹         |
| 2014/2015（第83回） | 新潟市：新潟アサヒアレックスアイスアリーナ | 宇野昌磨         | 山本草太         | 中村優           |
| 2015/2016（第84回） | ひたちなか市：笠松運動公園                 | 山本草太         | 友野一希         | 宮田大地         |
| 2016/2017（第85回） | 札幌市：月寒体育館                         | 友野一希         | 島田高志郎       | 須本光希         |
| 2017/2018（第86回） | 前橋市：ALSOKぐんまアイスアリーナ          | 須本光希         | 三宅星南         | 壷井達也         |
| 2018/2019（第87回） | 福岡市：アクシオン福岡                     | 壷井達也         | 佐藤駿           | 島田高志郎       |
| 2019/2020（第88回） | 横浜市：KOSÉ新横浜スケートセンター         | 鍵山優真         | 佐藤駿           | 本田ルーカス剛史 |
| 2020/2021（第89回） | 八戸市：フラット八戸                       | 本田ルーカス剛史 | 三浦佳生         | 三宅星南         |
| 2021/2022（第90回） | 名古屋市：日本ガイシアリーナ               | 三浦佳生         | 壷井達也         | 吉岡希           |
| 2022/2023（第91回） | ひたちなか市：山新スイミングアリーナ       | 吉岡希           | 片伊勢武アミン   | 佐々木晴也       |
| 2023/2024（第92回） | 大津市：木下カンセーアイスアリーナ         | 中村俊介         | 中田璃士         | 周藤集           |
| 2024/2025（第93回） | 広島市：ビッグウェーブ                     | 中田璃士         | 高橋星名         | 西野太翔         |

### 女子シングル
| 年                  | 開催地                                     | 1位              | 2位              | 3位              |
| 1931/1932（第3回）  | 下諏訪町：秋宮リンク                       | 平岡露子         |                  |                  |
| 1932/1933（第4回）  | 東京：山王ホテル                           | 平岡露子         | 東郷球子         | 陸奥歌子         |
| 1933/1934（第5回）  | 大阪市：歌舞伎座                           | 稲田悦子         | 東郷球子         | 手塚満子         |
| 1934/1935（第6回）  | 東京：芝浦スケート場                       | 中村衣子         | 月岡芳子         | 依岡礼子         |
| 1935/1936（第7回）  | 東京：芝浦スケート場                       | 依岡礼子         | 町田充子         | 鯱美佐子         |
| 1936/1937（第8回）  | 東京：芝浦スケート場                       | 鯱美佐子         | 矢野美智子       |                  |
| 1937/1938（第9回）  | 東京：芝浦スケート場                       | 生田艶子         | 野沢二三子       | 福谷房江         |
| 1938/1939（第10回） | 東京：芝浦スケート場                       | 生田艶子         | 佐藤登美代       | 加藤好子         |
| 1939/1940（第11回） | 東京：芝浦スケート場                       | 佐藤登美代       | 加藤礼子         | 加藤好子         |
| 1940/1941（第12回） | 東京：芝浦スケート場                       | （不明）         | （不明）         | （不明）         |
| 1941/1942（第13回） | 戦時中のため中止                           | 戦時中のため中止 | 戦時中のため中止 | 戦時中のため中止 |
| 1942/1943（第14回） | 戦時中のため中止                           | 戦時中のため中止 | 戦時中のため中止 | 戦時中のため中止 |
| 1946/1947（第15回） | 青森県：八戸                               | （不明）         | （不明）         | （不明）         |
| 1947/1948（第16回） | 盛岡市：高松池                             | 饗場奈々         | 野村沙紀子       |                  |
| 1948/1949（第17回） | 諏訪市：蓼の海                             | 暖気のため中止   | 暖気のため中止   | 暖気のため中止   |
| 1949/1950（第18回） | 苫小牧市：王子リンク                       | 加藤好子         |                  |                  |
| 1950/1951（第19回） | 日光町：日光中宮祠                         | 饗場奈々         | 小林玲子         |                  |
| 1951/1952（第20回） | 東京：伊勢丹                               | 饗場奈々         | 小林玲子         |                  |
| 1952/1953（第21回） | 東京：後楽園                               | 本多久子         | 鳥尾絵美         | 早崎節子         |
| 1953/1954（第22回） | 大阪市：朝日アリーナ                       | 美土路耀子       | 早崎節子         | 工藤久子         |
| 1954/1955（第23回） | 東京：後楽園                               | 工藤久子         | 高橋和枝         | 石野妙子         |
| 1955/1956（第24回） | 京都市：京都アリーナ                       | 虫明百合         | 石野妙子         | 桑名淳子         |
| 1956/1957（第25回） | 東京：後楽園                               | 金子恵以子       | 石野妙子         | 大岩恵美子       |
| 1957/1958（第26回） | 東京：後楽園                               | 吉原とき子       | 高橋和枝         | 大岩恵美子       |
| 1958/1959（第27回） | 大阪市：なんばリンク                       | 大岩洋子         | 秋葉清子         | 村上由希子       |
| 1959/1960（第28回） | 東京：後楽園                               | 村上由希子       | 秋葉清子         | 田中恵美子       |
| 1960/1961（第29回） | 東京：後楽園                               | 田村直子         | 田中理津子       |                  |
| 1961/1962（第30回） | 大阪市：なんばリンク                       | 中島典子         | 粕谷美智子       | 村上由希子       |
| 1962/1963（第31回） | 東京：後楽園                               | 中島典子         | 峰松早苗         | 宮入節子         |
| 1963/1964（第32回） | 東京：後楽園                               | 峰松早苗         | 宮入節子         | 湯沢憲子         |
| 1964/1965（第33回） | 大阪市：なんばリンク                       | 石川洋子         | 清水礼子         | 北野真知子       |
| 1965/1966（第34回） | 苫小牧市：王子リンク                       | 北野真知子       | 小林幸子         | 原田儀子         |
| 1966/1967（第35回） | 東京：後楽園                               | 藤本歌子         | 小林幸子         | 長沢琴枝         |
| 1967/1968（第36回） | 東京：後楽園                               | 酒井正子         | 小林幸子         | 中西友子         |
| 1968/1969（第37回） | 東京：後楽園                               | 小林幸子         | 笠原千佳子       | 原田裕貴子       |
| 1969/1970（第38回） | 大阪市：なんばリンク                       | 清瀬邦子         | 阿知波恵子       | 斧田京子         |
| 1970/1971（第39回） | 東京：品川スケートセンター                 | 大橋美和子       | 渡辺しのぶ       | 上野ひろみ       |
| 1971/1972（第40回） | 京都市：高野アリーナ                       | 渡部絵美         | 小林れい子       | 中島まゆみ       |
| 1972/1973（第41回） | 水戸市：水戸スケートセンター               | 藤木久代         | 足土英子         | 藤村泰子         |
| 1973/1974（第42回） | 桐生市：桐生スケートセンター               | 足土英子         | 浅香葉子         | 松尾幸美         |
| 1974/1975（第43回） | 東京：品川スケートセンター                 | 井口えり         | 田口あゆみ       | 萩原恭子         |
| 1975/1976（第44回） | 京都市：高野アリーナ                       | 金妙実           | 青谷めぐみ       | 稲田江里         |
| 1976/1977（第45回） | 豊橋市                                     | 伊藤順子         | 高山登美         | 加藤雅子         |
| 1977/1978（第46回） | 東京：品川スケートセンター                 | 飛松郁子         | 柳原恵           | 津留智恵美       |
| 1978/1979（第47回） | 鋸南町：岩井リンク                         | 水原宏美         | 三輪真佐江       | 細川信子         |
| 1979/1980（第48回） | 東京：品川スケートセンター                 | 伊藤みどり       | 結城幸枝         | 青谷いずみ       |
| 1980/1981（第49回） | 長野市                                     | 川上智子         | 樋口美穂子       | 河合雅子         |
| 1981/1982（第50回） | 伊香保町：伊香保スケートリンク             | 浅沼まり         | 大平絹子         | 大畑美紀         |
| 1982/1983（第51回） | 神戸市：ポートアイランド                   | 堀林久乃         | 鈴木恵美         | 柏原由起子       |
| 1983/1984（第52回） | 京都市：高野アリーナ                       | 伊藤みどり       | 結城幸枝         | 青谷いずみ       |
| 1984/1985（第53回） | 神戸市：ポートアイランド                   | 青谷いずみ       | 柏原由起子       | 河合雅子         |
| 1985/1986（第54回） | 京都市：高野アリーナ                       | 浅沼まり         | 河合雅子         | 柏原由起子       |
| 1986/1987（第55回） | 東京                                       | 伊奈恭子         | 八木沼純子       | 須田淳子         |
| 1987/1988（第56回） | 神戸市：ポートアイランド                   | 柏原由起子       | 八木沼純子       | 小林真理         |
| 1988/1989（第57回） | 松戸市：新松戸アイスアリーナ               | 佐藤有香         | 八木沼純子       | 小林真理         |
| 1989/1990（第58回） | 東京：サンスクエア                         | 佐藤有香         | 小林真理         | 川端智子         |
| 1990/1991（第59回） | 高石市：臨海スポーツセンター               | 井上怜奈         | 川崎由紀子       | 小林真理         |
| 1991/1992（第60回） | 名古屋市：名古屋市総合体育館               | 小岩井久美子     | 井上怜奈         | 川崎由紀子       |
| 1992/1993（第61回） | 前橋市：アイスアリーナ                     | 井上怜奈         | 小岩井久美子     | 横谷花絵         |
| 1993/1994（第62回） | 広島市：広島アリーナ                       | 横谷花絵         | 井上怜奈         | 川崎由紀子       |
| 1994/1995（第63回） | 神戸市：ポートアイランド                   | 荒川静香         | 川崎由紀子       | ルシンダ・ルー   |
| 1995/1996（第64回） | 京都市：高野アリーナ                       | 荒川静香         | 村主章枝         | 種田久美子       |
| 1996/1997（第65回） | 横浜市：新横浜スケートリンク               | 荒川静香         | 村主章枝         | 金沢由香         |
| 1997/1998（第66回） | 名古屋市：名古屋市総合体育館               | 金沢由香         | 恩田美栄         | 川口悠子         |
| 1998/1999（第67回） | 苫小牧市：白鳥アイスアリーナ               | 椎名千里         | 恩田美栄         | 鈴木明子         |
| 1999/2000（第68回） | 大阪市：大阪アイスアリーナ                 | 椎名千里         | 恩田美栄         | 山崎愛里彩       |
| 2000/2001（第69回） | 名古屋市：名古屋市総合体育館               | 中野友加里       | 鈴木明子         | 安藤美姫         |
| 2001/2002（第70回） | 東京：明治神宮外苑                         | 安藤美姫         | 中野友加里       | 太田由希奈       |
| 2002/2003（第71回） | 名古屋市：名古屋市総合体育館               | 安藤美姫         | 浅田舞           | 太田由希奈       |
| 2003/2004（第72回） | 京都市：京都アクアリーナ                   | 安藤美姫         | 浅田舞           | 澤田亜紀         |
| 2004/2005（第73回） | 大阪市：大阪アイスアリーナ                 | 浅田真央         | 浅田舞           | 澤田亜紀         |
| 2005/2006（第74回） | 長野市：ビッグハット                       | 澤田亜紀         | 武田奈也         | 北村明子         |
| 2006/2007（第75回） | 広島市：ビッグウェーブ                     | 武田奈也         | 水津瑠美         | 村元小月         |
| 2007/2008（第76回） | 仙台市：仙台市体育館                       | 水津瑠美         | 西野友毬         | 石川翔子         |
| 2008/2009（第77回） | 名古屋市：日本ガイシアリーナ               | 今井遥           | 鈴木真梨         | 村上佳菜子       |
| 2009/2010（第78回） | 横浜市：新横浜スケートセンター             | 村上佳菜子       | 今井遥           | 藤澤亮子         |
| 2010/2011（第79回） | ひたちなか市：笠松運動公園                 | 庄司理紗         | 友滝佳子         | 大庭雅           |
| 2011/2012（第80回） | 八戸市：新井田インドアリンク               | 宮原知子         | 友滝佳子         | 庄司理紗         |
| 2012/2013（第81回） | 西東京市：ダイドードリンコアイスアリーナ   | 宮原知子         | 加藤利緒菜       | 本郷理華         |
| 2013/2014（第82回） | 名古屋市：日本ガイシアリーナ               | 本郷理華         | 三原舞依         | 松田悠良         |
| 2014/2015（第83回） | 新潟市：新潟アサヒアレックスアイスアリーナ | 樋口新葉         | 坂本花織         | 永井優香         |
| 2015/2016（第84回） | ひたちなか市：笠松運動公園                 | 樋口新葉         | 白岩優奈         | 横井ゆは菜       |
| 2016/2017（第85回） | 札幌市：月寒体育館                         | 坂本花織         | 白岩優奈         | 本田真凜         |
| 2017/2018（第86回） | 前橋市：ALSOKぐんまアイスアリーナ          | 紀平梨花         | 山下真瑚         | 荒木菜那         |
| 2018/2019（第87回） | 福岡市：アクシオン福岡                     | 横井ゆは菜       | 荒木菜那         | 川畑和愛         |
| 2019/2020（第88回） | 横浜市：KOSÉ新横浜スケートセンター         | 河辺愛菜         | 川畑和愛         | 吉田陽菜         |
| 2020/2021（第89回） | 八戸市：フラット八戸                       | 松生理乃         | 吉田陽菜         | 島田麻央         |
| 2021/2022（第90回） | 名古屋市：日本ガイシアリーナ               | 島田麻央         | 住吉りをん       | 千葉百音         |
| 2022/2023（第91回） | ひたちなか市：山新スイミングアリーナ       | 島田麻央         | 千葉百音         | 中井亜美         |
| 2023/2024（第92回） | 大津市：木下カンセーアイスアリーナ         | 島田麻央         | 櫛田育良         | 上薗恋奈         |
| 2024/2025（第93回） | 広島市：ビッグウェーブ                     | 島田麻央         | 和田薫子         | 櫛田育良         |

### ペア
| 年                  | 開催地                                     | 1位                                       | 2位                                           | 3位                     |
| 1959/1960（第28回） | 東京：後楽園                               | 村上由希子 and 小野長久                   | –                                             | –                       |
| 1960/1961（第29回） | 東京：後楽園                               | 大岩洋子 and 垣田一彦                     | 木下満知子 and 橋口高次                       | 荻田美穂子 and 川村孝一 |
| 1961/1962（第30回） | 大阪市：なんばリンク                       | 未実施                                    | 未実施                                        | 未実施                  |
| 1962/1963（第31回） | 東京：後楽園                               | 未実施                                    | 未実施                                        | 未実施                  |
| 1963/1964（第32回） | 東京：後楽園                               | 岩楯駒子 and 井口政康                     | –                                             | –                       |
| 1964/1965（第33回） | 大阪市：なんばリンク                       | 清水礼子 and 村瀬輝夫                     | –                                             | –                       |
| 1965/1966（第34回） | 苫小牧市：王子リンク                       | 未実施                                    | 未実施                                        | 未実施                  |
| 1966/1967（第35回） | 東京：後楽園                               | 未実施                                    | 未実施                                        | 未実施                  |
| 1967/1968（第36回） | 東京：後楽園                               | 未実施                                    | 未実施                                        | 未実施                  |
| 1968/1969（第37回） | 東京：後楽園                               | 未実施                                    | 未実施                                        | 未実施                  |
| 1969/1970（第38回） | 大阪市：なんばリンク                       | 未実施                                    | 未実施                                        | 未実施                  |
| 1970/1971（第39回） | 東京：品川スケートセンター                 | 丸山美子 and 一条裕邦                     | –                                             | –                       |
| 1971/1972（第40回） | 京都市：高野アリーナ                       | 岩崎奈津子 and 鷲野悦雄                   | –                                             | –                       |
| 1972/1973（第41回） | 水戸市：水戸スケートセンター               | 未実施                                    | 未実施                                        | 未実施                  |
| 1973/1974（第42回） | 桐生市：桐生スケートセンター               | 未実施                                    | 未実施                                        | 未実施                  |
| 1974/1975（第43回） | 東京：品川スケートセンター                 | 萩原恭子 and 村田澄夫                     | 加藤はま江 and 萩野弘道                       | 石川真命 and 須賀昌広   |
| 1975/1976（第44回） | 京都市：高野アリーナ                       | 未実施                                    | 未実施                                        | 未実施                  |
| 1976/1977（第45回） | 豊橋市                                     | 未実施                                    | 未実施                                        | 未実施                  |
| 1977/1978（第46回） | 東京：品川スケートセンター                 | 未実施                                    | 未実施                                        | 未実施                  |
| 1978/1979（第47回） | 鋸南町：岩井リンク                         | 未実施                                    | 未実施                                        | 未実施                  |
| 1979/1980（第48回） | 東京：品川スケートセンター                 | 瀬野尾さき子 and 小林永夫                 | –                                             | –                       |
| 1980/1981（第49回） | 長野市                                     | 未実施                                    | 未実施                                        | 未実施                  |
| 1981/1982（第50回） | 伊香保町：伊香保スケートリンク             | 未実施                                    | 未実施                                        | 未実施                  |
| 1982/1983（第51回） | 神戸市：ポートアイランド                   | 未実施                                    | 未実施                                        | 未実施                  |
| 1983/1984（第52回） | 京都市：高野アリーナ                       | 未実施                                    | 未実施                                        | 未実施                  |
| 1984/1985（第53回） | 神戸市：ポートアイランド                   | 未実施                                    | 未実施                                        | 未実施                  |
| 1985/1986（第54回） | 京都市：高野アリーナ                       | 未実施                                    | 未実施                                        | 未実施                  |
| 1986/1987（第55回） | 東京                                       | 土野ひかる and 薄田隆哉                   | –                                             | –                       |
| 1987/1988（第56回） | 神戸市：ポートアイランド                   | 井上怜奈 and 小山朋昭                     | 土野ひかる and 薄田隆哉                       | –                       |
| 1988/1989（第57回） | 松戸市：新松戸アイスアリーナ               | 庄司有希 and 薄田隆哉                     | –                                             | –                       |
| 1989/1990（第58回） | 東京：サンスクエア                         | 井上怜奈 and 小山朋昭                     | –                                             | –                       |
| 1990/1991（第59回） | 高石市：臨海スポーツセンター               | 未実施                                    | 未実施                                        | 未実施                  |
| 1991/1992（第60回） | 名古屋市：名古屋市総合体育館               | 未実施                                    | 未実施                                        | 未実施                  |
| 1992/1993（第61回） | 前橋市：アイスアリーナ                     | 未実施                                    | 未実施                                        | 未実施                  |
| 1993/1994（第62回） | 広島市：広島アリーナ                       | 未実施                                    | 未実施                                        | 未実施                  |
| 1994/1995（第63回） | 神戸市：ポートアイランド                   | 未実施                                    | 未実施                                        | 未実施                  |
| 1995/1996（第64回） | 京都市：高野アリーナ                       | 未実施                                    | 未実施                                        | 未実施                  |
| 1996/1997（第65回） | 横浜市：新横浜スケートリンク               | 未実施                                    | 未実施                                        | 未実施                  |
| 1997/1998（第66回） | 名古屋市：名古屋市総合体育館               | 未実施                                    | 未実施                                        | 未実施                  |
| 1998/1999（第67回） | 苫小牧市：白鳥アイスアリーナ               | 小笠原牧子 and 小笠原健雄                 | –                                             | –                       |
| 1999/2000（第68回） | 大阪市：大阪アイスアリーナ                 | 川口悠子 and A・マルクンツォフ            | –                                             | –                       |
| 2000/2001（第69回） | 名古屋市：名古屋市総合体育館               | 未実施                                    | 未実施                                        | 未実施                  |
| 2001/2002（第70回） | 東京：明治神宮外苑                         | 未実施                                    | 未実施                                        | 未実施                  |
| 2002/2003（第71回） | 名古屋市：名古屋市総合体育館               | 未実施                                    | 未実施                                        | 未実施                  |
| 2003/2004（第72回） | 京都市：京都アクアリーナ                   | 未実施                                    | 未実施                                        | 未実施                  |
| 2004/2005（第73回） | 大阪市：大阪アイスアリーナ                 | 未実施                                    | 未実施                                        | 未実施                  |
| 2005/2006（第74回） | 長野市：ビッグハット                       | 未実施                                    | 未実施                                        | 未実施                  |
| 2006/2007（第75回） | 広島市：ビッグウェーブ                     | 高橋成美 and 山田孔明                     | –                                             | –                       |
| 2007/2008（第76回） | 仙台市：仙台市体育館                       | 高橋成美 and マーヴィン・トラン           | –                                             | –                       |
| 2008/2009（第77回） | 名古屋市：日本ガイシアリーナ               | 未実施                                    | 未実施                                        | 未実施                  |
| 2009/2010（第78回） | 横浜市：新横浜スケートセンター             | 未実施                                    | 未実施                                        | 未実施                  |
| 2010/2011（第79回） | ひたちなか市：笠松運動公園                 | 未実施                                    | 未実施                                        | 未実施                  |
| 2011/2012（第80回） | 八戸市：新井田インドアリンク               | 未実施                                    | 未実施                                        | 未実施                  |
| 2012/2013（第81回） | 西東京市：ダイドードリンコアイスアリーナ   | 未実施                                    | 未実施                                        | 未実施                  |
| 2013/2014（第82回） | さいたま市：さいたまスーパーアリーナ       | 須藤澄玲 and コンスタンティン・チジコフ   | 古賀亜美 and フランシス・ブードロー＝オデ     | –                       |
| 2014/2015（第83回） | 長野市：ビッグハット                       | 古賀亜美 and フランシス・ブードロー＝オデ | –                                             | –                       |
| 2015/2016（第84回） | 札幌市：真駒内セキスイハイムアイスアリーナ | 三浦璃来 and 市橋翔哉                     | 関口佳乃 and 関口隼佑                         | –                       |
| 2016/2017（第85回） | 門真市：東和薬品RACTABドーム               | 三浦璃来 and 市橋翔哉                     | –                                             | –                       |
| 2017/2018（第86回） | 前橋市：ALSOKぐんまアイスアリーナ          | 三浦璃来 and 市橋翔哉                     | 小野眞琳 and カーティス・カズキ・シュライバー | –                       |
| 2018/2019（第87回） | 福岡市：アクシオン福岡                     | 未実施                                    | 未実施                                        | 未実施                  |
| 2019/2020（第88回） | 横浜市：KOSÉ新横浜スケートセンター         | 未実施                                    | 未実施                                        | 未実施                  |
| 2020/2021（第89回） | 八戸市：フラット八戸                       | 未実施                                    | 未実施                                        | 未実施                  |
| 2021/2022（第90回） | 名古屋市：日本ガイシアリーナ               | 未実施                                    | 未実施                                        | 未実施                  |
| 2022/2023（第91回） | ひたちなか市：山新スイミングアリーナ       | 村上遥奈 and 森口澄士                     | –                                             | –                       |
| 2023/2024（第92回） | 大津市：木下カンセーアイスアリーナ         | 清水咲衣 and 本田ルーカス剛史             | –                                             | –                       |
| 2024/2025（第93回） | 広島市：ビッグウェーブ                     | 清水咲衣 and 本田ルーカス剛史             | –                                             | –                       |

### アイスダンス
| 年                  | 開催地                                     | 1位                       | 2位                     | 3位                     |
| 1959/1960（第28回） | 東京：後楽園                               | 村上由希子 and 藤森光三   | –                       | –                       |
| 1960/1961（第29回） | 東京：後楽園                               | 大岩洋子 and 中村治樹     | 牧野礼子 and 松本宣久   | 保坂清美 and 戸張誠之助 |
| 1961/1962（第30回） | 大阪市：なんばリンク                       | 未実施                    | 未実施                  | 未実施                  |
| 1962/1963（第31回） | 東京：後楽園                               | 湯沢憲子 and 松本宣久     | –                       | –                       |
| 1963/1964（第32回） | 東京：後楽園                               | 未実施                    | 未実施                  | 未実施                  |
| 1964/1965（第33回） | 大阪市：なんばリンク                       | 井上冷子 and 広瀬明満     | 粕谷美智子 and 加藤輝雄 | –                       |
| 1965/1966（第34回） | 苫小牧市：王子リンク                       | 未実施                    | 未実施                  | 未実施                  |
| 1966/1967（第35回） | 東京：後楽園                               | 小林幸子 and 安藤雅夫     | 南部あき and 大竹正行   | 内田徳 and 小山豊司     |
| 1967/1968（第36回） | 東京：後楽園                               | 内田徳 and 小山豊司       | 原田儀子 and 西浜直敏   | 六角信子 and 猪熊保正   |
| 1968/1969（第37回） | 東京：後楽園                               | 山田美千代 and 猪熊保正   | 細谷美智子 and 石井栄   | 関根友子 and 樋川輝樹   |
| 1969/1970（第38回） | 大阪市：なんばリンク                       | 阿知波恵子 and 能登康之   | 広瀬妙子 and 樫山正     | 内藤富子 and 津山英敏   |
| 1970/1971（第39回） | 東京：品川スケートセンター                 | 未実施                    | 未実施                  | 未実施                  |
| 1971/1972（第40回） | 京都市：高野アリーナ                       | 中田芳子 and 小又洋彦     | –                       | –                       |
| 1972/1973（第41回） | 水戸市：水戸スケートセンター               | 未実施                    | 未実施                  | 未実施                  |
| 1973/1974（第42回） | 桐生市：桐生スケートセンター               | 小出智子 and 長谷力       | 鹿毛みさ and 竹田正徳   | 石川美幸 and 金清博文   |
| 1974/1975（第43回） | 東京：品川スケートセンター                 | 北川美千代 and 南部淳     | 瀬野尾さき子 and 堺望   | 藤本久子 and 藤本泰司   |
| 1975/1976（第44回） | 京都市：高野アリーナ                       | 未実施                    | 未実施                  | 未実施                  |
| 1976/1977（第45回） | 豊橋市                                     | 未実施                    | 未実施                  | 未実施                  |
| 1977/1978（第46回） | 東京：品川スケートセンター                 | 未実施                    | 未実施                  | 未実施                  |
| 1978/1979（第47回） | 鋸南町：岩井リンク                         | 瀬野尾さき子 and 井口耕二 | 道上留美子 and 田中利幸 | 星野直子 and 吉岡伸彦   |
| 1979/1980（第48回） | 東京：品川スケートセンター                 | 結城道枝 and 小林正夫     | –                       | –                       |
| 1980/1981（第49回） | 長野市                                     | 内藤江津子 and 時田公明   | 土田比加子 and 佐藤昌也 | –                       |
| 1981/1982（第50回） | 伊香保町：伊香保スケートリンク             | 中山文 and 小林永夫       | 武井京子 and 本木浩久   | –                       |
| 1982/1983（第51回） | 神戸市：ポートアイランド                   | 滝野薫 and 滝野賢治       | 武井京子 and 本木浩久   | 長谷川久花 and 神山洋   |
| 1983/1984（第52回） | 京都市：高野アリーナ                       | 未実施                    | 未実施                  | 未実施                  |
| 1984/1985（第53回） | 神戸市：ポートアイランド                   | 未実施                    | 未実施                  | 未実施                  |
| 1985/1986（第54回） | 京都市：高野アリーナ                       | 未実施                    | 未実施                  | 未実施                  |
| 1986/1987（第55回） | 東京                                       | 未実施                    | 未実施                  | 未実施                  |
| 1987/1988（第56回） | 神戸市：ポートアイランド                   | 都築奈加子 and 木戸章之   | –                       | –                       |
| 1988/1989（第57回） | 松戸市：新松戸アイスアリーナ               | 都築奈加子 and 木戸章之   | –                       | –                       |
| 1989/1990（第58回） | 東京：サンスクエア                         | 都築奈加子 and 木戸章之   | –                       | –                       |
| 1990/1991（第59回） | 高石市：臨海スポーツセンター               | 加藤麻里 and 渡辺大介     | 石原由夏 and 守脇洋介   | –                       |
| 1991/1992（第60回） | 名古屋市：名古屋市総合体育館               | 羽吹ユキ and 木戸章之     | 河合彩 and 土谷尚       | 木下亜希子 and 小泉仁   |
| 1992/1993（第61回） | 前橋市：アイスアリーナ                     | 羽吹ユキ and 木戸章之     | 木下亜希子 and 守脇洋介 | 河合彩 and 土谷尚       |
| 1993/1994（第62回） | 広島市：広島アリーナ                       | 木下亜希子 and 守脇洋介   | 野上由樹絵 and 渡辺大介 | –                       |
| 1994/1995（第63回） | 神戸市：ポートアイランド                   | 木下亜希子 and 守脇洋介   | 野上由樹絵 and 渡辺大介 | –                       |
| 1995/1996（第64回） | 京都市：高野アリーナ                       | 有川梨絵 and 宮本賢二     | 野上由樹絵 and 渡辺大介 | 小川千寿 and 小川泰夫   |
| 1996/1997（第65回） | 横浜市：新横浜スケートリンク               | 小川千寿 and 小川泰夫     | 有川梨絵 and 宮本賢二   | 野上由樹絵 and 渡辺大介 |
| 1997/1998（第66回） | 名古屋市：名古屋市総合体育館               | 有川梨絵 and 宮本賢二     | 小川千寿 and 小川泰夫   | –                       |
| 1998/1999（第67回） | 苫小牧市：白鳥アイスアリーナ               | 福澤明子 and 下川史哲     | –                       | –                       |
| 1999/2000（第68回） | 大阪市：大阪アイスアリーナ                 | 坂頂みなみ and 坂頂達也   | –                       | –                       |
| 2000/2001（第69回） | 名古屋市：名古屋市総合体育館               | 坂頂みなみ and 坂頂達也   | 千田郁子 and 船橋篤司   | –                       |
| 2001/2002（第70回） | 東京：明治神宮外苑                         | 坂頂みなみ and 坂頂達也   | –                       | –                       |
| 2002/2003（第71回） | 名古屋市：名古屋市総合体育館               | 坂頂みなみ and 坂頂達也   | –                       | –                       |
| 2003/2004（第72回） | 京都市：京都アクアリーナ                   | 千田郁子 and 湯澤綾人     | –                       | –                       |
| 2004/2005（第73回） | 大阪市：大阪アイスアリーナ                 | 澤山璃奈 and 水谷太洋     | 中村美来 and 丹羽崇仁   | –                       |
| 2005/2006（第74回） | 長野市：ビッグハット                       | 澤山璃奈 and 水谷太洋     | 杉本珠穂 and 小野亜翼   | –                       |
| 2006/2007（第75回） | 広島市：ビッグウェーブ                     | 澤山璃奈 and 水谷太洋     | –                       | –                       |
| 2007/2008（第76回） | 仙台市：仙台市体育館                       | 前田陽可 and 水谷太洋     | 杉木奈々 and 湯澤綾人   | 原楓葉 and 水谷心       |
| 2008/2009（第77回） | 名古屋市：日本ガイシアリーナ               | 杉木奈々 and 水谷太洋     | 原楓葉 and 水谷心       | –                       |
| 2009/2010（第78回） | 横浜市：新横浜スケートセンター             | 小松原美里 and 水谷心     | –                       | –                       |
| 2010/2011（第79回） | ひたちなか市：笠松運動公園                 | 小松原美里 and 水谷心     | –                       | –                       |
| 2011/2012（第80回） | 門真市：なみはやドーム                     | 小松原美里 and 辻馨       | –                       | –                       |
| 2012/2013（第81回） | 西東京市：ダイドードリンコアイスアリーナ   | 杉木奈々 and 野口博一     | –                       | –                       |
| 2013/2014（第82回） | 名古屋市：日本ガイシアリーナ               | 安形静流 and 鈴木健太郎   | 前田久美子 and 立野在   | –                       |
| 2014/2015（第83回） | 新潟市：新潟アサヒアレックスアイスアリーナ | 深瀬理香子 and 立野在     | 高浪歩未 and 嶋崎大暉   | –                       |
| 2015/2016（第84回） | ひたちなか市：笠松運動公園                 | 深瀬理香子 and 立野在     | 前田久美子 and 渡邊純也 | 平山姫里有 and 東健太   |
| 2016/2017（第85回） | 札幌市：月寒体育館                         | 深瀬理香子 and 立野在     | 折原裕香 and 森望       | 矢島榛乃 and 嶋崎大暉   |
| 2017/2018（第86回） | 前橋市：ALSOKぐんまアイスアリーナ          | 矢島榛乃 and 嶋崎大暉     | 平山姫里有 and 東健太   | 高浪歩未 and 池田喜充   |
| 2018/2019（第87回） | 福岡市：アクシオン福岡                     | 高浪歩未 and 池田喜充     | 柏野茉衣 and 柏野雄飛   | –                       |
| 2019/2020（第88回） | 横浜市：KOSÉ新横浜スケートセンター         | 吉田唄菜 and 西山真瑚     | 高浪歩未 and 池田喜充   | –                       |
| 2020/2021（第89回） | 八戸市：フラット八戸                       | 吉田唄菜 and 西山真瑚     | 佐々木彩乃 and 田村篤彦 | 山下珂歩 and 永田裕人   |
| 2021/2022（第90回） | 名古屋市：日本ガイシアリーナ               | 來田奈央 and 森田真沙也   | 佐々木彩乃 and 田村篤彦 | 山下珂歩 and 永田裕人   |
| 2022/2023（第91回） | ひたちなか市：山新スイミングアリーナ       | 來田奈央 and 森田真沙也   | 岸本彩良 and 田村篤彦   | 山下珂歩 and 永田裕人   |
| 2023/2024（第92回） | 大津市：木下カンセーアイスアリーナ         | 岸本彩良 and 田村篤彦     | 山下珂歩 and 永田裕人   | –                       |
| 2024/2025（第93回） | 広島市：ビッグウェーブ                     | 岸本彩良 and 田村篤彦     | 吉田菫 and 小河原泉颯   | 山下珂歩 and 永田裕人   |